# Condado de Calumet
O Condado de Calumet é um dos 72 condados do Estado americano do Wisconsin. A sede do condado é Chilton, e sua maior cidade é Chilton. O condado possui uma área de 1 028 km² (dos quais 200 km² estão cobertos por água), uma população de 40 631 habitantes, e uma densidade populacional de 40 hab/km² (segundo o censo nacional de 2000). O condado foi fundado em 1836.